# Суйгинское сельское поселение
Суйгинское се́льское поселе́ние — муниципальное образование в Молчановском районе Томской области Российской Федерации.
Административный центр — село Суйга.

## История
Статус и границы сельского поселения установлены Законом Томской области от 9 сентября 2004 года № 196-ОЗ «О наделении статусом муниципального района, сельского поселения и установлении границ муниципальных образований на территории Молчановского района»

## Население
| 2002 | 2008 | 2010 | 2012 | 2013 | 2014 | 2015 |
| ---- | ---- | ---- | ---- | ---- | ---- | ---- |
| 1016 | ↘795 | ↘691 | ↘677 | ↗695 | ↘672 | ↗674 |
| 2016 | 2017 | 2018 | 2019 | 2020 | 2021 |      |
| ↘654 | ↘634 | ↘605 | ↘587 | ↘576 | ↘568 |      |

## Состав сельского поселения
| № | Населённый пункт | Тип населённого пункта       | Население |
| - | ---------------- | ---------------------------- | --------- |
| 1 | Суйга            | село, административный центр | ↘568      |

### Упразднённые населённые пункты
Село Золотушка и деревня Ламеевка